# Pressure (Muse)
Pressure è un singolo del gruppo musicale britannico Muse, pubblicato il 27 settembre 2018 come terzo estratto dall'ottavo album in studio Simulation Theory.

## Descrizione
Secondo il frontman Matthew Bellamy Pressure è un pezzo prettamente rock simile ai brani dei «vecchi Muse», contrariamente ai precedenti singoli più influenzati da elettronica e pop.

## Video musicale
Come tutti i videoclip dei brani dell'album, anche questo è stato diretto da Lance Drake ed è un omaggio alla scena da ballo mostrata nel film Ritorno al futuro, con scene in cui i Muse (presentati come Rocket Baby Dolls, nome originario del trio) suonano il brano con altre in cui un mostro attacca gli studenti presenti nella scuola. Nel video fa inoltre la sua apparizione l'attore Terry Crews.

## Tracce
Testi e musiche di Matthew Bellamy.
1. Pressure – 3:55

## Formazione
Gruppo
- Matthew Bellamy – voce, chitarra, tastiera, sintetizzatore, programmazione, arrangiamento ottoni
- Chris Wolstenholme – basso, sintetizzatore
- Dominic Howard – batteria, sintetizzatore

Altri musicisti
- David Campbell – conduzione ottoni

Produzione
- Rich Costey – produzione
- Muse – produzione
- Adam Hawkins – ingegneria del suono, missaggio
- Rob Bisel – assistenza all'ingegneria del suono
- Tyler Beans – assistenza all'ingegneria del suono
- Aleks von Korff – assistenza all'ingegneria del suono
- Chris Whitemyer – assistenza tecnica
- Jeremy Berman – assistenza tecnica
- Dylan Neustadter – assistenza ai Shangri-La
- Sam Grubbs – assistenza ai Shangri-La
- Colin Willard – assistenza ai Shangri-La
- Randy Merrill – mastering

## Classifiche
| Classifica (2018)                | Posizione massima |
| -------------------------------- | ----------------- |
| Belgio (Fiandre)                 | 86                |
| Belgio (Vallonia)                | 91                |
| Regno Unito                      | 96                |
| Stati Uniti (alternative)        | 18                |
| Stati Uniti (rock & alternative) | 33                |

## Date di pubblicazione
| Paese       | Data di pubblicazione | Formati           |
| ----------- | --------------------- | ----------------- |
| Mondo       | 27 settembre 2018     | Download digitale |
| Stati Uniti | 23 ottobre 2018       | Airplay           |
| Italia      | 30 novembre 2018      | Airplay           |